# Peter Gabriel (II)
Peter Gabriel — второй студийный альбом британского рок-музыканта Питера Гэбриела, был выпущен в 1978 году. Как и в случае с дебютным диском, на обложке был лишь эпоним музыканта, без какого-либо названия. Дабы ориентироваться в хронологии Гэбриела, альбом получил неофициальное название — Peter Gabriel 2 или Scratch (рус. Царапины), в честь изображения на обложке.
Гитарист Роберт Фрипп выступил в качестве продюсера записи, его влияние особенно заметно в использовании технологии Frippertronics на треке «Exposure». Альбом не имел таких же хороших продаж, как первый диск музыканта, тем не менее достигнув 10-й позиции в национальном чарте Великобритании. Композиция «Mother of Violence» была написана Гэбриелом в соавторстве с его первой женой Джилл.
Эта пластинка изначально задумывался как часть абстрактной музыкальной трилогии: вместе с альбомами Exposure Роберта Фриппа и Sacred Songs Дэрила Холла (все три диска были спродюсированы Фриппом).

## Список композиций
Все песни написаны Питером Гэбриелом, за исключением отмеченных.

#### Первая сторона
1. «On the Air[англ.]» — 5:30
2. «D.I.Y.[англ.]» — 2:37
3. «Mother of Violence» (Питер Гэбриел, Джилл Гэбриел) — 3:10
4. «A Wonderful Day in a One-Way World» — 3:33
5. «White Shadow» — 5:14

#### Вторая сторона
1. «Indigo» — 3:30
2. «Animal Magic» — 3:26
3. «Exposure» (Питер Гэбриел, Роберт Фрипп) — 4:12
4. «Flotsam and Jetsam» — 2:17
5. «Perspective» — 3:23
6. «Home Sweet Home» — 4:37

## Участники записи
- Питер Гэбриел — вокал; орган (в песне 11); фортепиано (в песне 2); синтезатор (в песнях 5, 7)
- Тони Левин — бас-гитара (в песнях 1, 5, 7, 8, 10, 11); стик (в песнях 2, 4, 9); контрабас (в песне 6); аранжировка блокфлейты (в песнях 6, 9); бэк-вокал (в песнях 1, 4, 7, 10, 11)
- Сид Макгиннис[англ.] — электрогитара (в песнях 1, 4, 8, 9, 10, 11); акустическая гитара (в песнях 2, 3); стил-гитара (в песнях 3, 4, 5, 6, 9, 11); мандолина (в песне 2); бэк-вокал (в песне 7)
- Ларри Фаст[англ.] — синтезатор (в песнях 1, 2, 5, 7, 10)
- Роберт Фрипп — электрогитара (в песнях 1, 3, 5, 10); акустическая гитара (в песне 5); технология «Frippertronics» (в песне 8)
- Тодд Кокран[англ.] — клавишные (в песнях 2, 4, 6, 7)
- Рой Биттен[англ.] — клавишные (в песнях 1, 3, 5, 6, 10, 11)
- Джерри Маротта[англ.] — ударные (во всех песнях, кроме 3); бэк-вокал (в песнях 1, 4, 10, 11)
- Тим Капелло[англ.] — саксофон (в песнях 10, 11)
- Джордж Мэрдж — блокфлейта (в песнях 6, 8, 9)

## Позиции в хит-парадах
Еженедельные чарты:
| Год  | Хит-парад                        | Высшая позиция | Пребывание в чарте |
| ---- | -------------------------------- | -------------- | ------------------ |
| 1978 | Австралия (Kent Music Report)    | 50             | нет данных         |
| 1978 | Великобритания (UK Albums Chart) | 10             | 8 недель           |
| 1978 | Канада (RPM Albums Chart)        | 46             | 8 недель           |
| 1978 | Нидерланды (Album Top 100)       | 48             | 1 неделя           |
| 1978 | Новая Зеландия (RMNZ)            | 24             | 1 неделя           |
| 1978 | Норвегия (VG-lista)              | 8              | 5 недель           |
| 1978 | США (Billboard Top LP’s & Tape)  | 45             | 10 недель          |
| 1978 | Франция (SNEP)                   | 2              | 52 недель          |
| 1978 | ФРГ (Offizielle Top 100)         | 49             | 1 неделя           |
| 1978 | Швеция (Sverigetopplistan)       | 24             | 3 недели           |